# Roland Garros 2002

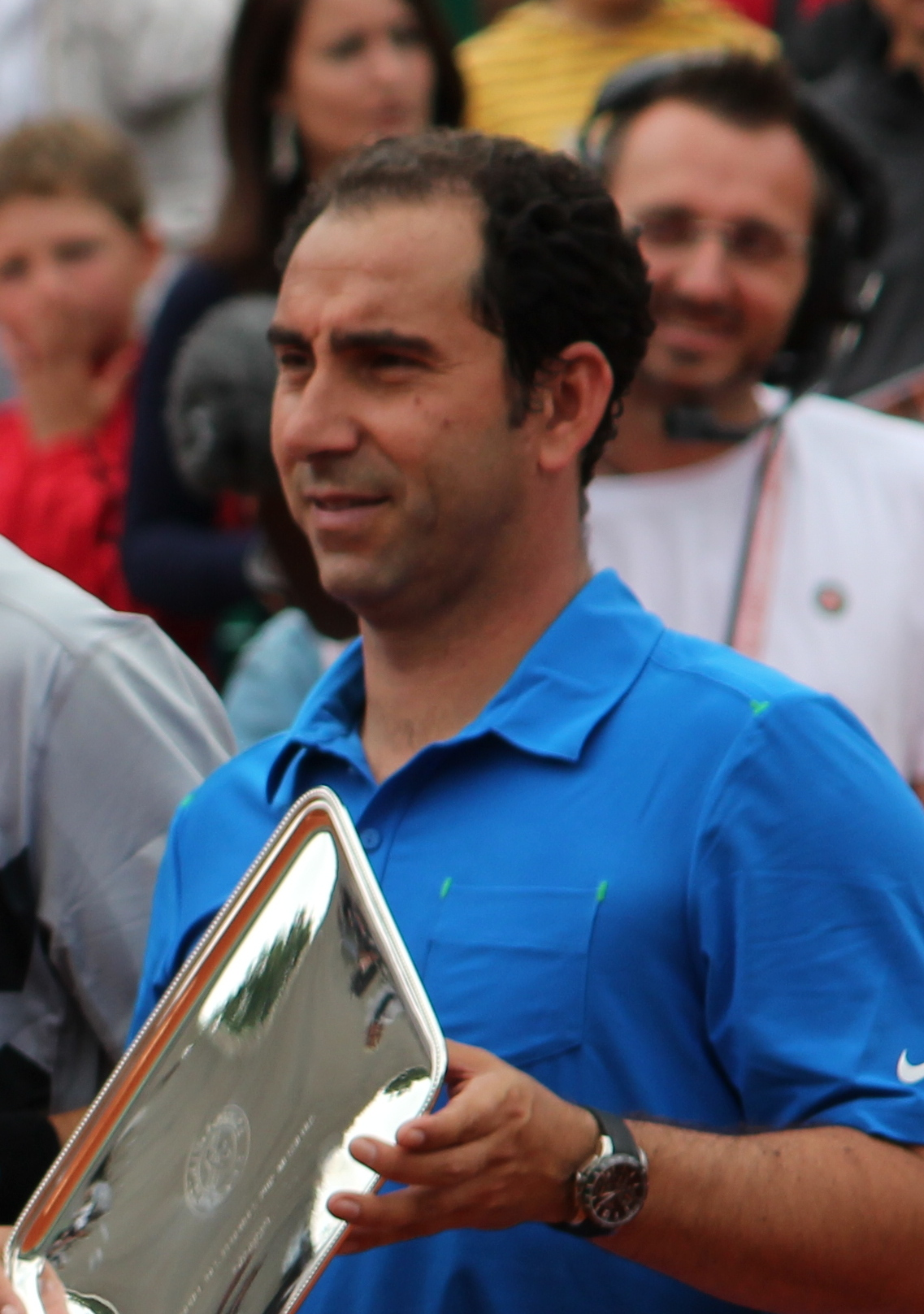
Albert Costa, winnaar bij de mannen.

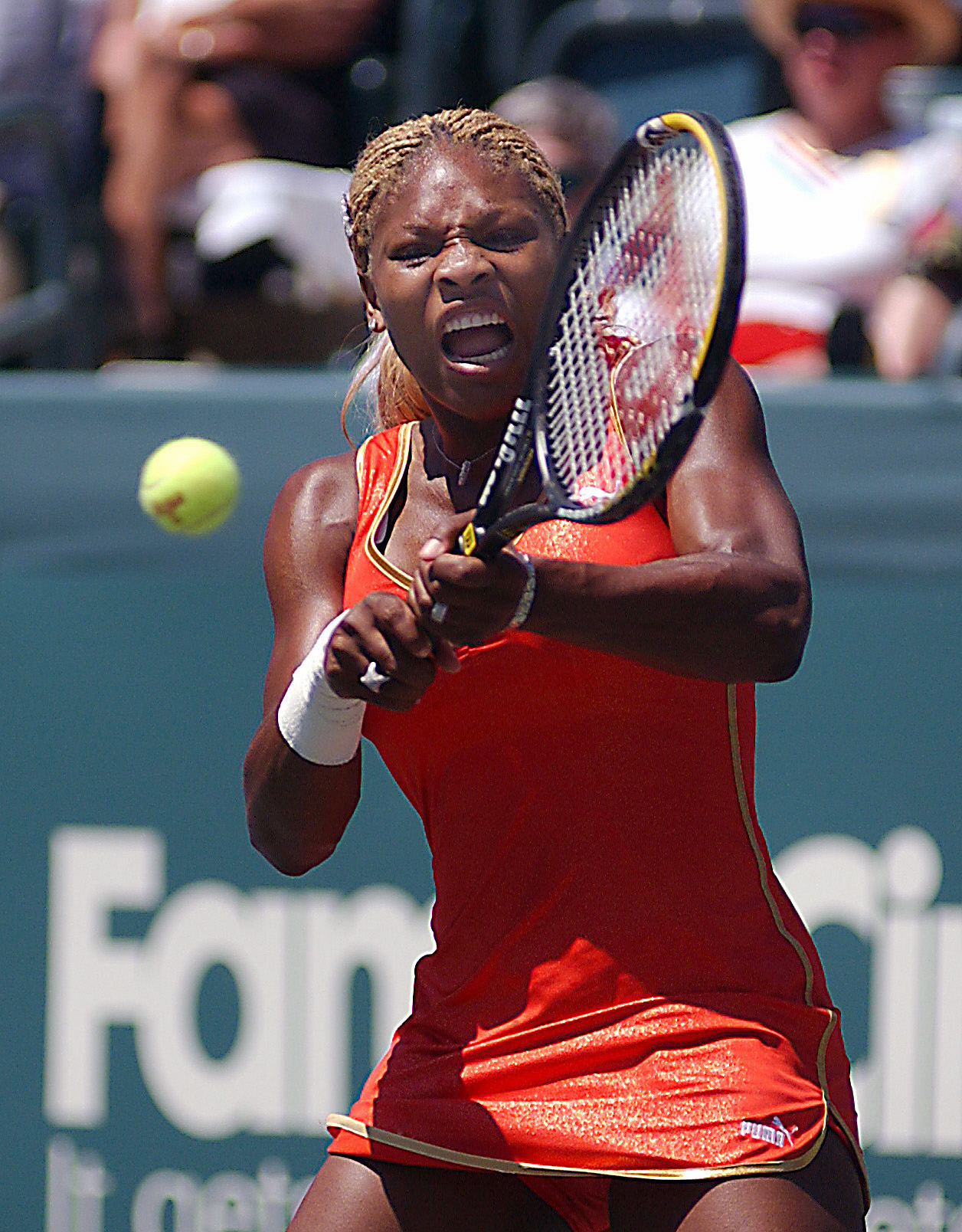
Serena Williams, winnares bij de vrouwen.

De 101e editie van het Franse grandslamtoernooi, Roland Garros 2002, werd gehouden van maandag 27 mei tot en met zondag 9 juni 2002. Voor de vrouwen was het de 95e editie. Het toernooi werd gespeeld in het Roland-Garrosstadion in het 16e arrondissement van Parijs.

## Belangrijkste uitslagen
Mannenenkelspel

Finale: Albert Costa (Spanje) won van Juan Carlos Ferrero (Spanje) met 6-1, 6-0, 4-6, 6-3
Vrouwenenkelspel

Finale: Serena Williams (VS) won van haar zus Venus Williams (VS) met 7-5, 6-3
Mannendubbelspel

Finale: Paul Haarhuis (Nederland) en Jevgeni Kafelnikov (Rusland) wonnen van Mark Knowles (Bahama's) en Daniel Nestor (Canada) met 7-5, 6-4
Vrouwendubbelspel

Finale: Virginia Ruano Pascual (Spanje) en Paola Suárez (Argentinië) wonnen van Lisa Raymond (VS) en Rennae Stubbs (Australië) met 6-4, 6-2
Gemengd dubbelspel

Finale: Cara Black (Zimbabwe) en haar broer Wayne Black (Zimbabwe) wonnen van Jelena Bovina (Rusland) en Mark Knowles (Bahama's) met 6-3, 6-3
Meisjesenkelspel

Finale: Angelique Widjaja (Indonesië) won van Ashley Harkleroad (VS) met 3-6, 6-1, 6-4
Meisjesdubbelspel

Finale: Anna-Lena Grönefeld  (Duitsland) en Barbora Strýcová (Tsjechië) wonnen van Hsieh Su-wei (Taiwan) en Svetlana Koeznetsova (Rusland) met 7-5, 7-5
Jongensenkelspel

Finale: Richard Gasquet (Frankrijk) won van Laurent Recouderc (Frankrijk) met 6-0, 6-1
Jongensdubbelspel

Finale: Markus Bayer (Duitsland) en Philipp Petzschner (Duitsland) wonnen van Ryan Henry (Australië) en Todd Reid (Australië) met 7-5, 6-4
1891 · 1892 · 1893 · 1894 · 1895 · 1896 · 1897 · 1898 · 1899 · 1900 · 1901 · 1902 · 1903 · 1904 · 1905 · 1906 · 1907 · 1908 · 1909 · 1910 · 1911 · 1912 · 1913 · 1914 · 1915–1919 · 1920 · 1921 · 1922 · 1923 · 1924 · 1925 · 1926 · 1927 · 1928 · 1929 · 1930 · 1931 · 1932 · 1933 · 1934 · 1935 · 1936 · 1937 · 1938 · 1939 · 1940–1945 · 1946 · 1947 · 1948 · 1949 · 1950 · 1951 · 1952 · 1953 · 1954 · 1955 · 1956 · 1957 · 1958 · 1959 · 1960 · 1961 · 1962 · 1963 · 1964 · 1965 · 1966 · 1967
↓ open tijdperk ↓
1968 (m-v-md-vd-gd) · 1969 (m-v-md-vd-gd) · 1970 (m-v-md-vd-gd) · 1971 (m-v-md-vd-gd) · 1972 (m-v-md-vd-gd) · 1973 (m-v-md-vd-gd) · 1974 (m-v-md-vd-gd) · 1975 (m-v-md-vd-gd) · 1976 (m-v-md-vd-gd) · 1977 (m-v-md-vd-gd) · 1978 (m-v-md-vd-gd) · 1979 (m-v-md-vd-gd) · 1980 (m-v-md-vd-gd) · 1981 (m-v-md-vd-gd) · 1982 (m-v-md-vd-gd) · 1983 (m-v-md-vd-gd) · 1984 (m-v-md-vd-gd) · 1985 (m-v-md-vd-gd) · 1986 (m-v-md-vd-gd) · 1987 (m-v-md-vd-gd) · 1988 (m-v-md-vd-gd) · 1989 (m-v-md-vd-gd) · 1990 (m-v-md-vd-gd) · 1991 (m-v-md-vd-gd) · 1992 (m-v-md-vd-gd) · 1993 (m-v-md-vd-gd) · 1994 (m-v-md-vd-gd) · 1995 (m-v-md-vd-gd) · 1996 (m-v-md-vd-gd) · 1997 (m-v-md-vd-gd) · 1998 (m-v-md-vd-gd) · 1999 (m-v-md-vd-gd) · 2000 (m-v-md-vd-gd) · 2001 (m-v-md-vd-gd) · 2002 (m-v-md-vd-gd) · 2003 (m-v-md-vd-gd) · 2004 (m-v-md-vd-gd) · 2005 (m-v-md-vd-gd) · 2006 (m-v-md-vd-gd) · 2007 (m-v-md-vd-gd) · 2008 (m-v-md-vd-gd) · 2009 (m-v-md-vd-gd) · 2010 (m-v-md-vd-gd) · 2011 (m-v-md-vd-gd) · 2012 (m-v-md-vd-gd) · 2013 (m-v-md-vd-gd) · 2014 (m-v-md-vd-gd) · 2015 (m-v-md-vd-gd) · 2016 (m-v-md-vd-gd) · 2017 (m-v-md-vd-gd) · 2018 (m-v-md-vd-gd) · 2019 (m-v-md-vd-gd) · 2020 (m-v-md-vd) · 2021 (m-v-md-vd-gd) · 2022 (m-v-md-vd-gd) · 2023 (m-v-md-vd-gd) · 2024 (m-v-md-vd-gd)
Lijst van Roland Garroswinnaars